# 대덕여자고등학교
대덕여자고등학교(大德女子高等學校)는 대한민국 부산광역시 사상구 덕포동에 있는 사립 고등학교이다.

## 학교 연혁
- 1988년 5월 18일 : 학교법인 대덕학원 설립, 이상악 이사장 취임
- 1990년 12월 31일 : 학교 설립 인가, 학년당 8학급, 전체 24학급
- 1991년 3월 6일 : 개교 및 제1회 입학식 (420명)
- 1992년 9월 1일 : 학급 증설 인가(학년당 10학급 전체 30학급)
- 1994년 2월 15일 : 제1회 졸업식 (400명)
- 2004년 9월 13일 : 현대식 도서실 증축
- 2014년 3월 3일 : 부산시 사상지구 공교육만족프로젝트 운영학교 선정
- 2021년 3월 1일 : 제14대 이동형 교장 취임
- 2022년 4월 13일 : 제3대 이동희 이사장 취임
- 2024년 2월 8일 : 제31회 졸업식(121명) 총 졸업생수 10,727명
- 2024년 3월 4일 : 제34회 입학식(162명)

## 참고 자료
- 대덕여자고등학교 - 한국교육학술정보원 학교알리미